# 855 Newcombia
855 Newcombia је астероид главног астероидног појаса чија средња удаљеност од Сунца износи 2,362 астрономских јединица (АЈ). 
Апсолутна магнитуда астероида је 11,8 а геометријски албедо 0,051.